# Afrikai szürkeharkály
Az afrikai szürkeharkály (Dendropicos goertae) a madarak (Aves) osztályának harkályalakúak (Piciformes) rendjébe, ezen belül a harkályfélék (Picidae) családjába tartozó faj.
Az 1993-as Dowsett és Forbes-Watson-féle elképzelés szerint ez a madár a Mesopicos nembe tartozik, mint Mesopicos goertae; azonban a Dendropicos-fajok közé való besorolását ma már DNS-vizsgálat támasztja alá.

## Előfordulása
Angola, Benin, Bissau-Guinea, Burkina Faso, Burundi, Csád, Elefántcsontpart, Eritrea, Etiópia, Gabon, Gambia, Ghána, Guinea, Kamerun, Kenya, a Kongói Demokratikus Köztársaság, a Kongói Köztársaság, a Közép-afrikai Köztársaság, Libéria, Mali, Mauritánia, Niger, Nigéria, Ruanda, Szenegál, Sierra Leone, Szudán, Tanzánia, Togo és Uganda területén honos. Természetes élőhelye erdőkben és bokrosokban van.

## Alfajai
- Dendropicos goertae abessinicus (Reichenow, 1900)
- Dendropicos goertae centralis
- Dendropicos goertae goertae (P. L. S. Müller, 1776)
- Dendropicos goertae koenigi (Neumann, 1903)
- Dendropicos goertae meridionalis Louette & Prigogine, 1982

## Megjelenése
Testhossza 20 centiméter.
|  |